# Уропорфириноген III
Уропорфириноген III — промежуточное звено в биосинтезе протопорфирина и наиболее распространённая форма уропорфириногена. Синтезируется из гидроксиметилбилана ферментом  уропорфириноген III синтазой, а затем превращается в копропорфириноген III ферментом уропорфириноген III декарбоксилазой.

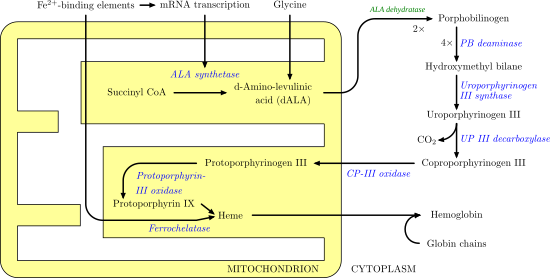
Синтез гема—обратите внимание, что некоторые реакции происходят в цитоплазме, а некоторые в митохондриях (помечены жёлтым)